# Bzí (Dolní Bukovsko)

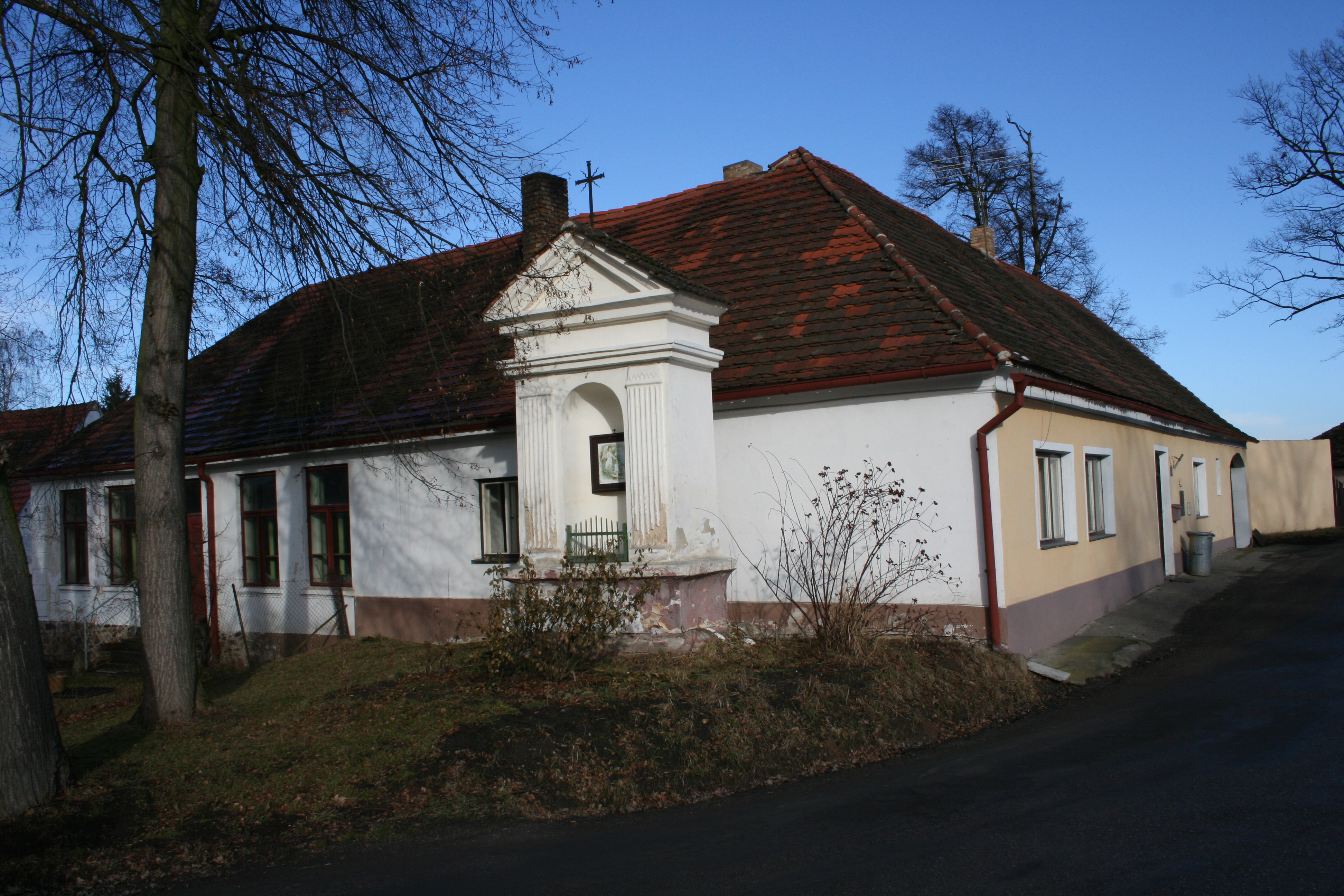
Nischenkapelle gegenüber dem Schloss

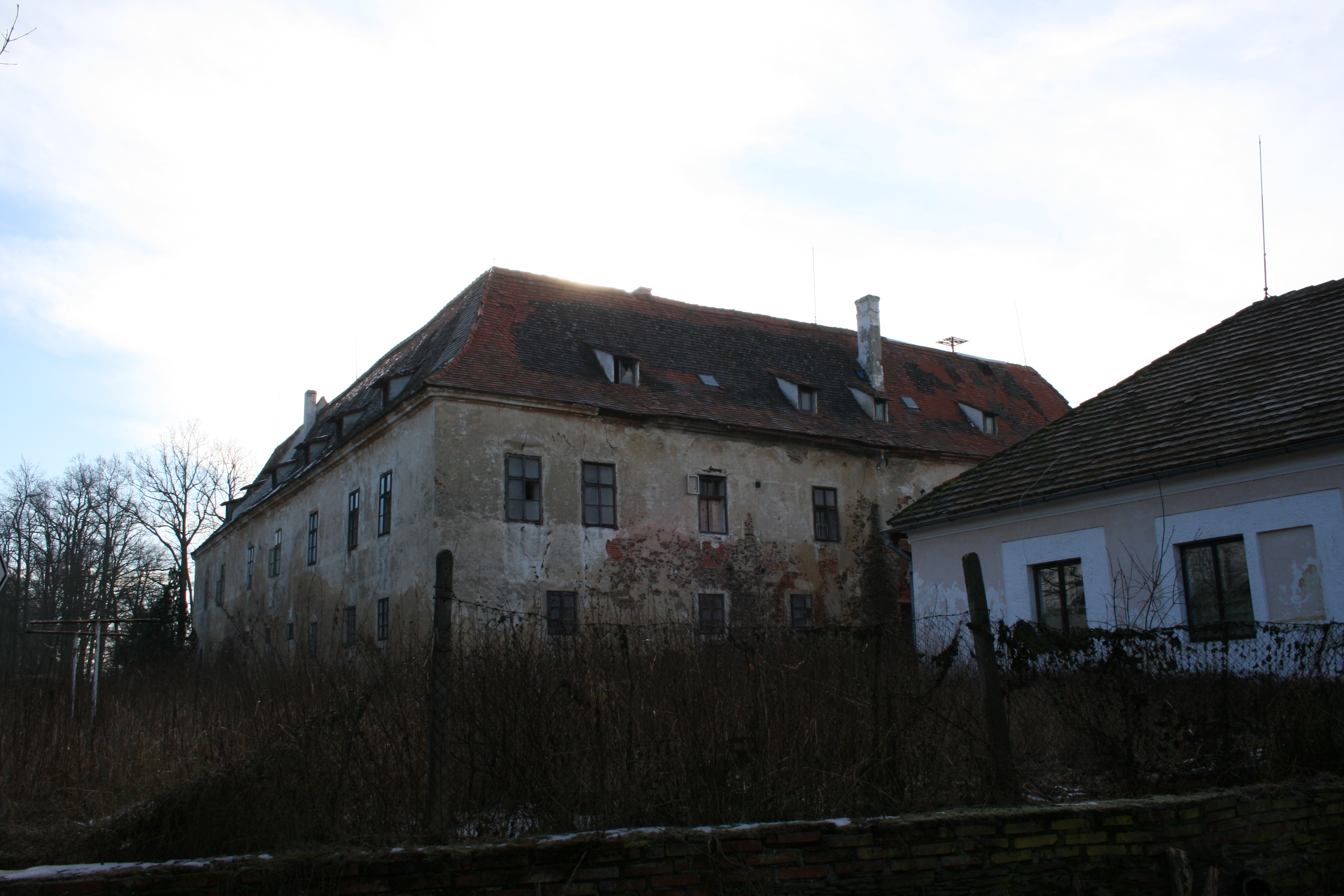
Schloss Bzí

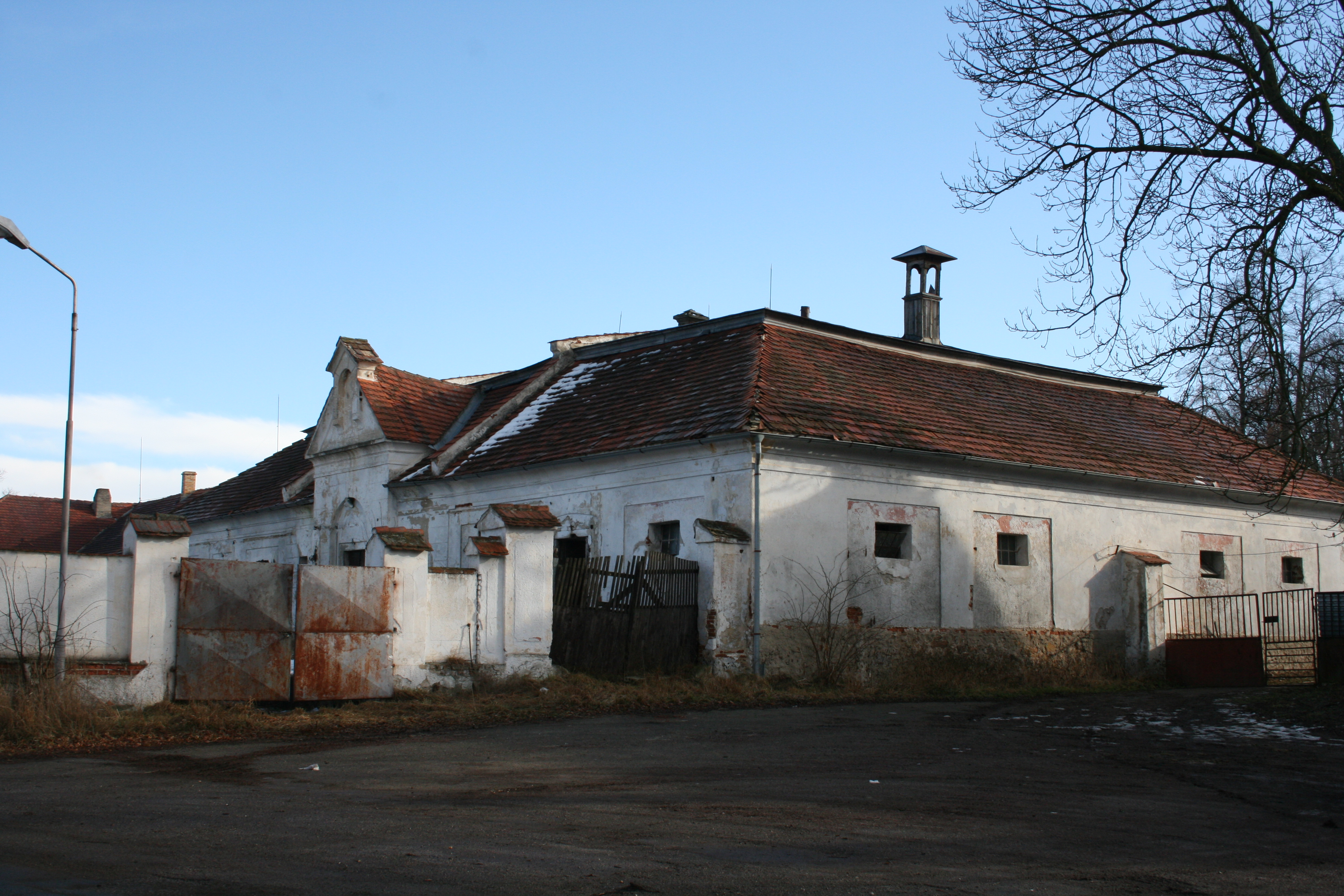
Hof Bzí

Bzí (deutsch Bzy, auch Bsi) ist ein Ortsteil von Dolní Bukovsko in Tschechien. Er liegt zehn Kilometer südöstlich von Týn nad Vltavou in Südböhmen und gehört zum Okres České Budějovice.

## Geographie
Bzí befindet sich am Oberlauf des Baches Židova strouha in der Lischauer Schwelle. Nordöstlich erhebt sich der Sobětický vrch (503 m) und südlich der U Doktorova lomu (564 m). Am östlichen Ortsausgang liegt hinter dem Schloss der Teich Pivorvarský rybník, im Süden der Nový rybník sowie nördlich der Skržov und Kejhar. Durch den Ort führt die Straße II/147 zwischen Týn nad Vltavou und Veselí nad Lužnicí.
Nachbarorte sind Hrušov, Sobětice, V Chalupách und Hartmanice im Norden, Horní Bukovsko im Nordosten, Sviny und Kundratice im Osten, Dolní Bukovsko, Nový Dvůr, Popovice und Hvozdno im Südosten, Ve Smrčí, Jedrloty, U Zemanů und Radonice im Süden, Tuchonice, Budáček und Pořežánky im Südwesten, Modrá Hůrka und Červený Dvůr im Westen sowie Štipoklasy, Dolní Kněžeklady, Žimutice und Dubové Mlýny im Nordwesten.

## Geschichte
Die erste schriftliche Erwähnung von Bzí erfolgte im Jahre 1354. Erster nachweisbarer Besitzer war 1367 der Vladike Mikeš von Bošilec, dessen Sohn Ondřej sich das Prädikat von Bzí zulegte. Ihm folgte 1378 Bohuněk von Bzí, dessen Wappen – ein sechzehnzackiger Stern – auch den Schlussstein im Kreuzgewölbe der St.-Stephans-Kirche in Horní Bukovsko ziert. Mit Adam Rouzim von Bzí erlosch 1538 das Vladikengeschlecht von Bzí im Mannesstamme. Seine Erben verkauften die Feste Bzí mit den Dörfern Modrá Hůrka, Tuchonice, Mažice, Pořežánky, Pořežany und einem Anteil von Zálší 1541 an Volf d. Ä. Hozlauer von Hozlau. Dieser erweiterte das Gut 1547 um Štipoklasy und Ústrašice, 1551 erwarb er noch Hněvkovice na pravém břehu Vltavy hinzu. 1552 erbte sein Sohn Štěpán Hozlauer den Besitz, er verstarb 1568 und wurde von seinem Bruder Jeroným beerbt. Jeroným Hozlauer von Hozlau ließ 1584 in Hněvkovice eine prachtvolle Renaissancefeste errichten und verkaufte Bzí seinem Bruder Vladislav. Wegen Misswirtschaft musste Vladislav Hozlauer das Gut Bzí schließlich an Bohuslav Kalenic von Kalenice auf Chřešťovice verkaufen. Sein Sohn Volf d. J. Hozlauer übernahm Ústrašice und ließ dort eine Feste anlegen. Nachfolgend wechselten die Besitzer in rascher Folge und der Dreißigjährige Krieg führte zum völligen Niedergang des Gutes. Im Jahre 1649 wurde die Feste als wüst und niedergebrannt bezeichnet. Im Jahre 1655 ließen die neuen Besitzer von Bzí Dietrich und Ursula Katharina von Germersheim die ruinierte Feste zu einem Barockschloss mit einer dem hl. Florian geweihten Kapelle umbauen. Im Jahre 1672 kaufte Johann Adolf I. von Schwarzenberg das Gut Bzí und schloss es an seine Herrschaft Wittingau an. Das Schloss diente ab 1676 als Verwaltungssitz der vereinigten Güter Bzí, Žimutice und Bukovsko.
Dem Gut Bzy unterstanden im Jahre 1840 der Markt Unter Bukowsko, die Dörfer Blau-Hurka, Groß Pořižan (Pořežany), Klein Pořižan (Pořežánky), Tuchonitz (Tuchonice) mit Baudy (Budáček), Stiepoklas (Štipoklasy) mit dem Rothen Hof (Červený Dvůr), Sobietitz (Sobětice), Eichmühl (Dubové Mlýny) mit Chaluppen (V Chalupách), Popowitz (Popovice), Zwozna (Hvozdno), Schimutitz, Ober Knjžeklad, Unter Knjžeklad (Dolní Kněžeklady), Betschitz, Krakowtschitz (Krakovčice), Hruschow (Hrušov) mit Korakow (Korákov), Hartmanitz sowie zwei Häuser von Čenkow. Das Dorf Bzy bestand aus 26 Häusern mit 262 Einwohnern, darunter einer Israelitenfamilie. Im Ort bestanden das Schloss mit der Wohnung des Wirtschaftsbeamten, ein herrschaftlicher Meierhof, eine Brauerei, eine Brennerei und eine Pottaschensiederei. Abseitig gelegen waren der herrschaftliche Meierhof Neuhof (Nový Dvůr), eine Schäferei, ein Hegerhaus, ein Zimmermannshaus, eine Wasenmeisterei und eine Dominikalchaluppe. Pfarr- und Schulort war Blau-Hurka. Bis zur Mitte des 19. Jahrhunderts blieb Bzy immer dem an die Herrschaft Wittingau angeschlossenen Gut Bzy untertänig.
Nach der Aufhebung der Patrimonialherrschaften bildete Bzí/Bzy ab 1850 mit den Ortsteilen Modrá Hůrka und Pořežánky eine Gemeinde in der Bezirkshauptmannschaft und dem Gerichtsbezirk Týn nad Vltavou/Moldauthein. Die Güterverwaltung Bzy wurde 1898 aufgehoben und die Höfe Bzí, Nový Dvůr, Červený Dvůr, Kurákov und Branovice mit der Herrschaft Wittingau vereinigt.
Im Jahre 1910 lebten in der Gemeinde 558 Tschechen und ein Deutscher, im Dorf Bzí waren es 307 Tschechen und ein Deutscher. Am 12. Juni 1960 wurde Bzí zusammen mit Modrá Hůrka und Pořežánky nach Štipoklasy eingemeindet. Nach der Aufhebung des Okres Týn nad Vltavou wurde der Ort 1961 dem Okres České Budějovice zugeordnet. Zum 1. Juli 1975 wurde Bzí von Štipoklasy nach Dolní Bukovsko umgemeindet. Im Jahre 1991 wurden in Bzí 62 Einwohner gezählt. Beim Zensus von 2001 lebten in den 55 Wohnhäusern des Ortes 49 Personen.

## Sehenswürdigkeiten
- Schloss Bzí, es entstand 1655 für Dietrich und Ursula Catharina von Germersheim, deren Allianzwappen das Schlossportal ziert, anstelle einer alten Feste. 1754 erfolgte durch die Fürsten zu Schwarzenberg ein Umbau zu Wohnzwecken. Der vierflügelige Bau umschließt einen quadratischen Innenhof. Erhalten sind an der Nordost- und Nordseite des Schlosses zum Pivovarský rybník und zur Židova strouha hin die alten Steinmauern der Feste mit einer Schießscharte und einem drei Meter hohen halbzylindrischen Turm. An das Schloss schließt sich ein Wirtschaftshof an. Im Zuge der Bodenreform wurde es 1923 verkauft. Nach dem Zweiten Weltkrieg diente es als Wirtschafts- und Wohngebäude des Staatsgutes Hluboká nad Vltavou. Seit den 1990er Jahren befindet es sich wieder im Besitz der Nachkommen der früheren Eigentümer und wurde durch diese demoliert. Der Schlosspark ist seit der Reprivatisierung ebenfalls in einem Zustand der Verwahrlosung.
- Nischenkapelle gegenüber dem Schloss
- Nischenkapelle an der Straße nach Modrá Hůrka
- Gehöfte im Blatastil des südböhmischen Bauernbarock

## Trivia
Das Schloss Bzí war zu seinen besseren Zeiten Drehort für die Filme Zlatí úhoři (Die Goldenen Aale) von Ota Pavel (1979) und Svatba upírů (Die Vampirhochzeit) von Jaroslav Soukup (1993).